# Carum diversifolium
Carum diversifolium är en flockblommig växtart som först beskrevs av Dc., och fick sitt nu gällande namn av Charles Baron Clarke. Carum diversifolium ingår i släktet kumminsläktet, och familjen flockblommiga växter. Inga underarter finns listade i Catalogue of Life.